# Mount Maesry
Mount Maesry (auch Mount Misery oder Mount Maestry genannt) ist eine Megalithanlage vom Typ Passage Tomb im Süden der kleinen und niedrigen Gezeiteninsel Start Island (oder Start Point) am östlichen Ende der Orkneyinsel Sanday in Schottland.

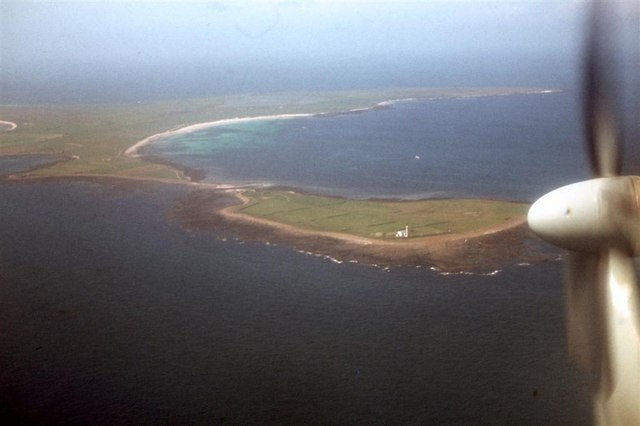
Luftbild der Gezeiteninsel

Der Cairn vom Maeshowe-Typ von etwa 22,5 m Durchmesser und über 4,0 m Höhe, steht auf einer bei niedrigem Wasserstand leicht zugänglichen Gezeiteninsel. Es ist stellenweise angegraben worden, aber die Grabungen waren unerheblich. Überliefert ist, dass er eine große sorgfältig gebaute Kammer enthält, die vor 1928 viele Jahre als Kartoffellager verwendet wurde. Spuren einer Trockenmauer von etwa 9,0 m Durchmesser, ähnlich der inneren Stützwand am nahen Quoyness Cairn, umgeben den Gipfel. Eine heute verschlossene Öffnung, die aber nicht der ursprüngliche Eingang war, ist in der Nähe der Spitze zu erkennen.
Die Leuchtturmwärter Baikie und Skea erforschten das Innere. Der Südbogen wurde oberflächlich ausgegraben und laut A. Skea, gibt es einen, jetzt blockierten, Gang mit Sturz, der in eine zentrale Kammer führt. Nach Skea war der Gang etwa 1,0 m hoch und führte zu einer runden Kammer mit etwa 8,0 m Durchmesser, mit Platten bedeckt und etwa 1,5 m hoch. Es gab keine Spuren von Zellen, wahrscheinlich da der ursprüngliche Boden nicht erreicht wurde.
Auf der Landseite liegt wenig entfernt der Broch of Buryan.